# Selección femenina de baloncesto sub-16 de Checoslovaquia
La selección femenina de baloncesto sub-16 de Checoslovaquia era un equipo de baloncesto de Checoslovaquia. Representó al país en competiciones internacionales de baloncesto femenino sub-16.

## Participaciones

### Campeonato Europeo de Baloncesto Femenino Sub-16
| Año  | Pos.             |
| ---- | ---------------- |
| 1976 | 4°               |
| 1980 | 5°               |
| 1987 | Medalla de plata |
| 1989 | Medalla de oro   |
| 1991 | 6°               |